# Font de la Torreta
La Font de la Torreta és una font de l'antic terme d'Hortoneda de la Conca, pertanyent a l'actual municipi de Conca de Dalt, al Pallars Jussà, en terres dels Masos de la Coma.
Està situada a 1.580 m d'altitud, a l'extrem nord-est del municipi, al vessant septentrional de la Serra del Boumort, a llevant de la Coma d'Orient. És al nord de los Canemassos i a migdia de la Torreta.